# Euxoa scandens
Euxoa scandens là một loài bướm đêm trong họ Noctuidae.